# Sorawat Phosaman
Sorawat Phosaman (thailändisch ศรวัสย์ โพธิ์สมัน; * 30. Januar 2003 in Songkhla), auch als Phet bekannt, ist ein thailändischer Fußballspieler.

## Karriere

### Verein
Sorawat Phosaman erlernte das Fußballspielen in der Jugend vom Songkhla FC. Hier unterschrieb er im Sommer 2021 auch seinen ersten Vertrag. Der Verein aus Songkhla spielte in der dritten Liga, der Thai League 3. Hier trat man in der Southern Region an. In seinen ersten beiden Spielzeiten kam er in der dritten Liga nicht zum Einsatz. 2023 und 2024 wurde er mit dem Verein Meister der Region. In den Aufstiegsspielen konnte man sich jedoch nicht durchsetzen. 2025 feierte er erneut die Meisterschaft der Region. In den Aufstiegsspiele konnte man sich nun im dritten Anlauf durchsetzen und stieg in die zweite Liga auf. Sein Zweitligadebüt gab Phosaman am 17. August 2025 (1. Spieltag) im Heimspiel gegen den Sisaket United FC. Bei dem 1:0-Erfolg stand er in der Startelf und spielte die kompletten 90 Minuten.

### Nationalmannschaft
Sorawat Phosaman spielt seit 2025 für die thailändische U23-Nationalmannschaft. Mit dem Team nahm er an der ASEAN U23 Championship teil. Mit der Mannschaft erreichte er das Halbfinale. Hier verlor man jedoch gegen das Team aus Indonesien im Elfmeterschießen. Das Spiel um den dritten Platz gewann man mit 3:1 gegen die Philippinen.

## Erfolge

### Verein
Songkhla FC
- Thai League – South: 2022/23, 2023/24, 2024/25